# 田島弥平旧宅
田島弥平旧宅（たじまやへいきゅうたく）は、群馬県伊勢崎市境島村にある歴史的建造物。明治初期に大きな影響力を持った養蚕業者田島弥平が自身の養蚕理論に基づいて改築した民家である。「近代養蚕農家の原型」とも言われるその旧宅は、2012年に国の史跡に指定され、2013年に「富岡製糸場と絹産業遺産群」の構成資産として世界遺産リストに登録された。

## 田島弥平

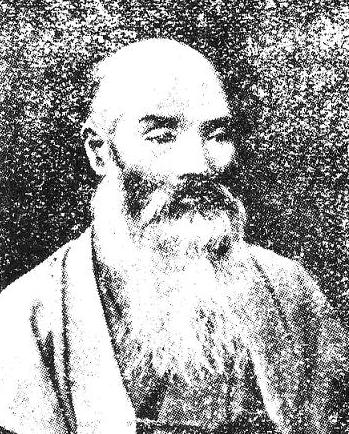
田島弥平

田島弥平（1822年 - 1898年）は『養蚕新論』（1872年）、『続養蚕新論』（1879年）を刊行した佐位郡島村（現伊勢崎市境島村）の養蚕業者、蚕種製造・販売業者である。明治初期に広く行われた蚕の養育法である「清涼育」を確立し、自宅の主屋2階および納屋を蚕室として改築し、その実践に努めた。彼は単に育成法を確立しただけでなく、それに適した蚕室構造も確立し、著書などを通じてその普及にも寄与した。そうした彼の近代養蚕業への貢献に対し、1892年に緑綬褒章が授与された。

## 島村式蚕室
田島弥平は当初、気温の調節をほとんど行わない自然育（清涼育）によって蚕を育てていたが、火気によって室内を暖める温暖育へと転換した。しかし、これがうまくいかないとなると、試行錯誤を重ねて独自の「清涼育」を確立するに至った。
弥平は清涼育の実践のために、安政3年（1856年）に納屋を改造して2階建ての蚕室とし、その年の失敗を踏まえて、翌年に換気のための窓（ヤグラ）を屋根（屋上棟頂部）に据えつけた。これが好成績に結びついたことから、さらに改良をし、3階部分を増築して吹き抜け構造の蚕室にした。また、主屋（母屋）も2階部分を蚕室として改良し、屋上棟頂部の端から端までヤグラ（総ヤグラ）が載る形にした。この2つの蚕室が完成した文久3年（1863年）は、弥平の「清涼育」が確立した年とされる。
生糸だけでなく、蚕種の輸出が解禁されたのは、弥平が清涼育を確立した翌年、元治元年（1864年）のことであった。それにあわせ、島村でも蚕種製造業者が増え、その家屋に弥平の蚕室構造を取り入れる者たちが急速に増えていった。かくして、弥平が確立したヤグラのある養蚕家屋は「島村式蚕室」と呼ばれるようになった。そして、島村式蚕室は、島村にとどまらず、弥平の著書を通じて全国に普及した。
「清涼育」に適した田島弥平旧宅は、1869年にイタリア駐日全権公使ラ・トゥール、駐日イギリス公使館書記官アダムズらが相次いで蚕種や生糸の高騰を受けて産地の巡視を行なった際にも、高い評価を受けている。
明治時代半ば以降、清涼育は高山社によって普及した「清温育」（清涼育と温暖育との折衷育の一種）に取って代わられるようになるが、清温育にとっても換気は必要であり、ヤグラを特色とする島村式蚕室の規範としての地位は揺らがなかった。

## 建物概要

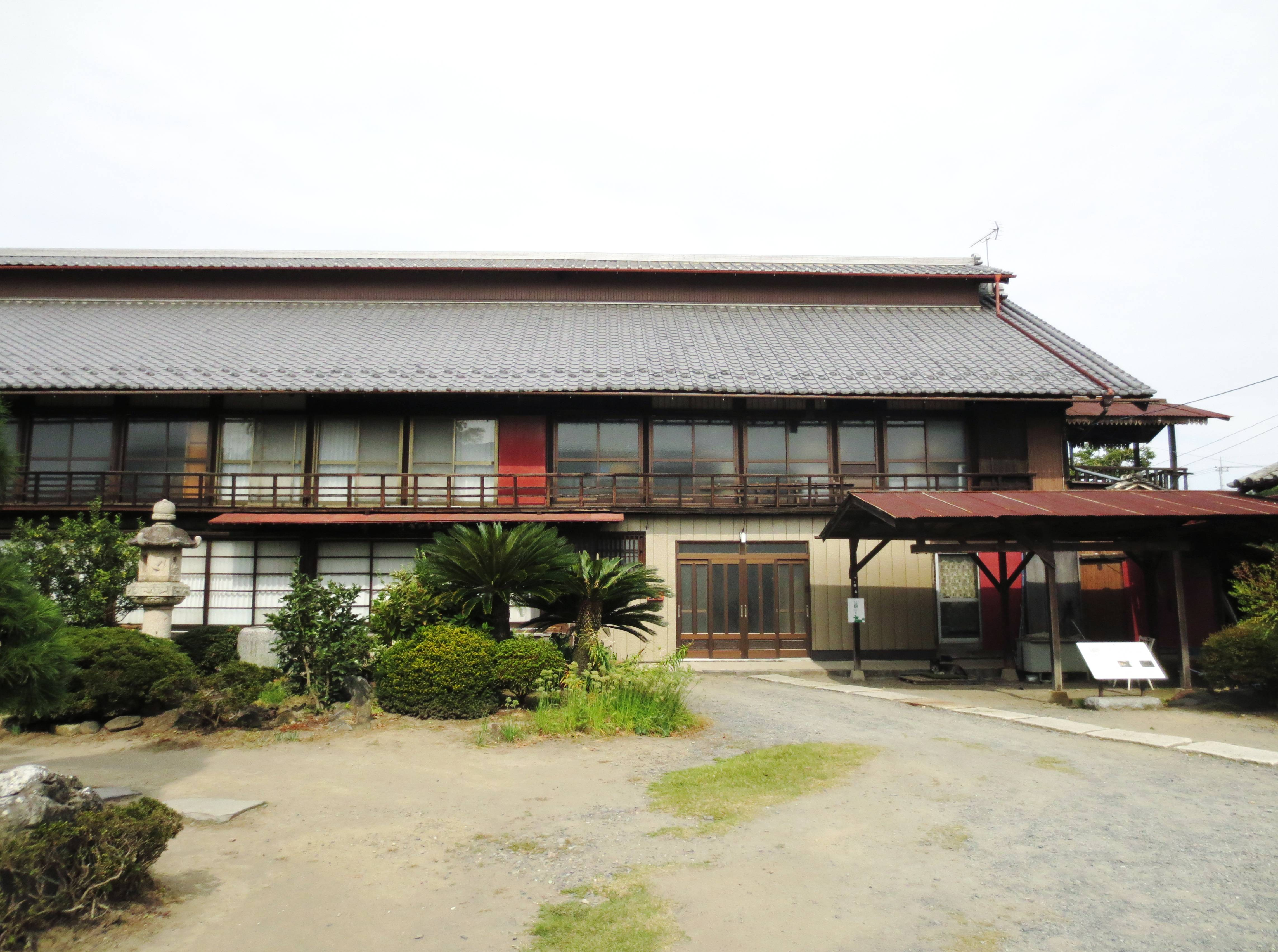
田島弥平旧宅の主屋（母屋）

現存する田島弥平旧宅の主屋（母屋）は文久3年（1863年）に上棟され、同年11月の棟札が残っている。主屋は瓦葺きの総2階建てで、主体部の桁行は1、2階とも25.380 m、梁行は9.4 mである。その屋根には「総ヤグラ」と呼ばれる形式の風通し口が設けられているが、総ヤグラを採用したのは、この旧宅主屋が最初であったという。ヤグラは風通しをよくし、板葺きや茅葺きの屋根に比べ、熱がこもるために養蚕農家には向かないとされていた瓦葺きの住居を可能にするものでもあった。ヤグラの存在は清涼育にとって特に重要な点であり、弥平自身、自負心を持ってそれが自分の発明であると主張していた。
かつては主屋に隣接して、寄棟造瓦葺で総ヤグラを備えた総2階建ての「新蚕室」が建っていた。これは『養蚕新論』（1872年）では言及されていないが、1875年の松ヶ岡開墾場蚕室（山形県鶴岡市）のモデルになったとされていることから、その3年間のうちに建てられたものと推測されている。これは1952年頃に取り壊されたが、その基壇と、主屋2階東側の新蚕室とつながっていた渡り廊下の一部は残っている。なお、1952年頃には主屋の一部も撤去されており、現存する屋敷の景観はこの時期に最終的に固まったと見なされている。
主屋に先立って改築された納屋をもとにした蚕室は、かつて「香月楼」と呼ばれたようだが、これも現在では基壇が残るのみである。
このほか、1896年に建てられた桑場（桑の葉の貯蔵場所）や、主屋と同じ時期に建てられたが、1885年に再建された種蔵（たねぐら。蚕種の保存場所）なども残る。

## 文化財保護
田島弥平旧宅は現在も弥平の子孫が暮らしており、代々保存に尽力してきた。公的な調査としては、1986年から1988年にかけて、当時島村が属していた境町の町史編纂事業の一環での調査が行われた。
2003年以降、富岡製糸場を世界遺産にしようという動きが起こり、2006年に群馬県、富岡市などが関連する文化財も含めて共同で推薦書を提出した。この2006年度には群馬県庁世界遺産推進室による近代養蚕農家調査の一環として、田島弥平旧宅の調査も行われたが、この時点では、田島弥平旧宅は構成資産候補に含まれていなかった。しかし、文化財保護に関して田島家および伊勢崎市の体制が進展したことから推薦候補に加えられ、「近代養蚕業の展開を知る上で重要である」という理由で、2012年9月19日に国の史跡に指定された。
2013年1月に正式に提出された世界遺産推薦書では、高山社跡、荒船風穴と共通する優良品種の開発・普及のほか、「近代養蚕農家の原型」といえる蚕室構造を残していること、田島弥平が「清涼育」の開発を含め、明治初期の養蚕業では主導的役割を果たしたこと、直接販売による海外交流を行なったことなどを理由として、構成資産に含まれた。

## 観光

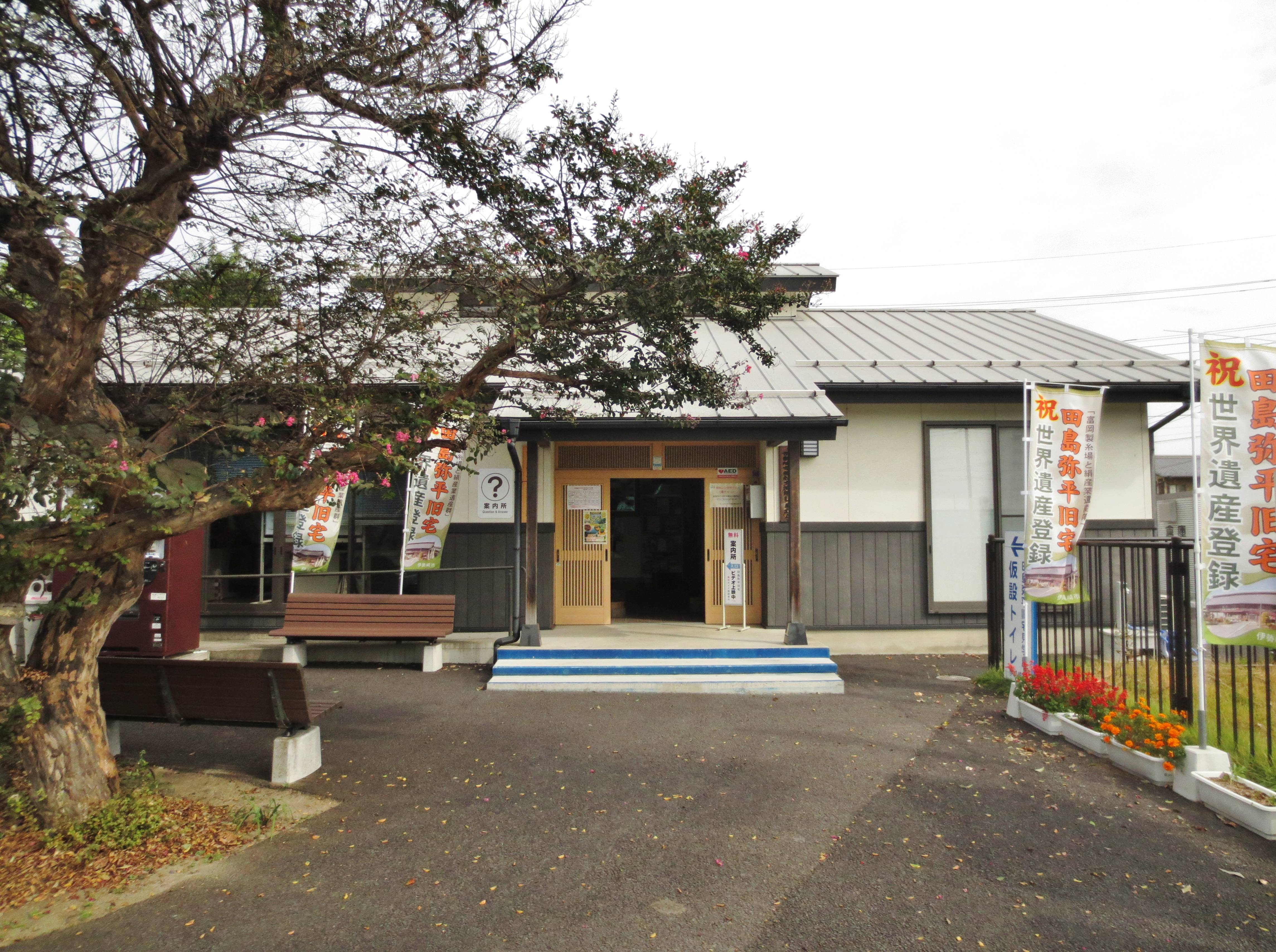
田島弥平旧宅案内所

最寄り駅はJR伊勢崎駅もしくは本庄駅だが、いずれからもタクシー等で20分ほどかかる。
日本政府の推薦書を踏まえたICOMOSの登録勧告書では、年間の観光客数は数千人程度とされていた。しかし、ICOMOSの登録勧告が公表されると、直後のゴールデンウィークには観光客が急増した。2014年4月26日から5月6日の累計訪問者数は3,192人、5月4日には1日で550人が訪れた。
田島弥平旧宅は、今も人が住む民家であり、庭先までの見学は可能だが、屋内への立ち入りはできない。代わりに、伊勢崎市は田島弥平旧宅案内所を設置し、模型やパネルなどの各種資料によって、資産価値を解説している。
田島弥平旧宅の周辺には養蚕の農家群や養蚕に関わる史跡が多く存在する。その中には1894年（明治27）年に弥平の娘のたみ（民、多美）が建立した「田島弥平顕彰碑」がある。